# Chiesa di San Bernardino (Casargo)
La chiesa di San Bernardino è la parrocchiale di Casargo, in provincia di Lecco e arcidiocesi di Milano; fa parte del decanato di Primaluna.

## Storia
La prima citazione dell'originaria cappella di Casargo, fondata secondo la tradizione nel Quattrocento, risale al 1469 e allora era filiale della chiesa di San Bartolomeo Apostolo di Margno.
La chiesa casarghese venne eretta a parrocchiale il 1º giugno 1655, per poi essere riedificata a partire dal 1658; nel 1758 venne realizzato il portale d'ingresso e nel 1780 il tetto fu interessato da un intervento di restauro
Dalla relazione della visita pastorale del 1746 dell'arcivescovo Giuseppe Pozzobonelli s'apprende che nella parrocchiale casarghese, che aveva come filiali gli oratori della Santa Croce, di Santo Stefano Protomartire a Somadino e di Santa Margherita a Premana, avevano sede la sodalitas del Santissimo Sacramento e la confraternita della Beata Maria Vergine del Monte Carmelo e che i fedeli ammontavano a circa 200.
Nel 1832 iniziarono i lavori di rifacimento della nuova chiesa; l'edificio a tre navate, disegnato dal lecchese Cosmo Pini e realizzato dal rezzonichese Giulio Cagni, fu portato a termine nel 1836.
Alcuni anni dopo, nel 1842 prese il via l'abbellimento della struttura e nel 1895 vennero eseguite da Basilio e Achille Tagliaferri nuove decorazioni.
L'anno successivo, nel 1896, l'arcivescovo Andrea Carlo Ferrari, compiendo la sua visita, annotò che il reddito era di 801,57 lire e che la parrocchiale, in cui avevano sede le confraternite del Santissimo Sacramento, della Beata Vergine del Carmelo, del Sacro Immacolato Cuore di Maria e della Madonna della Cintura, avevano come filiali gli oratori di Santa Croce, di San Giacomo Apostolo in località Codesino, della Vergine Addolorata, di Santo Stefano Protomartire e di Santa Margherita a Somadino e che i fedeli ammontavano a 701.
Nel 1950 fu posato il nuovo pavimento, mentre poi nel 1973 venne rifatto il tetto.

## Descrizione

### Esterno
La facciata a salienti della chiesa, intonacata, si compone di tre corpi, tutti scanditi da lesene; quello centrale presenta nel mezzo il portale maggiore, sovrastato da una nicchia affiancata da due finestrelle a tutto sesto, mentre in sommità si eleva il timpano triangolare, coronato da una croce di ferro e decorato con i lacerti d'un affresco forse ritraente San Bernardino; le due ali laterali sono caratterizzate da due piccole finestre e concluse da due semitimpani.

### Interno
L'interno dell'edificio si compone di tre navate, la centrale delle quali è voltata a botte, mentre le prime tre campate delle laterali sono coperte da volte a crociera e la quarta da cupole.
Qui sono conservate diverse opere di pregio, tra cui l'organo, costruito da Giuseppe Valli da Milano, l'affresco ritraente il Battesimo di Gesù, la tela raffigurante la Vergine del Carmelo con i santi Carlo, Francesco, Bernardino e Simone Stock, eseguita forse da una scuola torinese, e gli affreschi che rappresentano i Profeti, l'Annunciazione e gli Evangelisti, dipinti da Giovan Maria Tagliaferri.